# 33263 Willhutch
33263 Willhutch è un asteroide della fascia principale. Scoperto nel 1998, presenta un'orbita caratterizzata da un semiasse maggiore pari a 2,9284035 UA e da un'eccentricità di 0,0719823, inclinata di 2,82028° rispetto all'eclittica.